# Зозулеві
Зозулеві (Cuculidae) — родина птахів, нараховує приблизно 200 видів.
В Україні трапляється зозуля звичайна (Cuculus canorus).

## Класифікація
Родина Зозулеві Cuculidae
- Непризначений
  - Рід Dynamopterus (викопний: еоцен/олігоцен, Франція)
  - Рід Cursoricoccyx (викопний: міоцен, США) — Neomorphinae?
  - Cuculidae gen. et sp. indet. (викопний: пліоцен, США)
  - Рід Nannococcyx (голоцен)
- Підродина Зозулині (Cuculinae)
  - Рід Eocuculus (викопний: еоцен, США)
  - Рід Чубата зозуля (Clamator) — 4 види;
  - Рід Товстодзьоба зозуля (Pachycoccyx) — 1 вид;
  - Рід Зозуля (Cuculus) — 15 видів;
  - Рід Зозуля-довгохвіст (Cercococcyx) — 3 види;
  - Рід Кукавка (Cacomantis) — 8 видів;
  - Рід Дідрик (Chrysococcyx) — 12 видів;
  - Рід Довгодзьоба зозуля (Rhamphomantis) — 1 вид;
  - Рід Зозуля-дронго (Surniculus) — 2 види;
  - Рід Білоголовий коель (Caliechthrus) — 1 вид;
  - Рід Малий коель (Microdynamis) — 1 вид;
  - Рід Коель (Eudynamys) — 2-5 видів, один доісторичний;
  - Рід Зозуля-велет (Scythrops) — 1 вид;
- Підродина Малкожині (Phaenicophaeinae)
  - Рід Жовтодзьоба малкога (Ceuthmochares) — 1 вид;
  - Рід Малкога (Phaenicophaeus) — 12 видів;
  - Рід Зозуля-довгоніг (Carpococcyx) — 3 види;
  - Рід Коуа (Coua) — 9 видів, 1 вимерлий;
- Підродина Куклільні (Coccyzinae)[1]
  - Рід Кукліло (Coccyzus) — 13 видів;
  - Рід Coccycua — 3 види;
  - Рід Піая (Piaya) — 2 види;
- Підродина Таязурині (Neomorphinae)
  - Рід Neococcyx (викопний: олігоцен у Північній Америці)
  - Рід Тахете (Tapera) — 1 вид;
  - Рід Таязура-клинохвіст (Dromococcyx) — 2 види;
  - Рід Руда таязура (Morococcyx) — 1 вид;
  - Рід Таязура-подорожник (Geococcyx) — 2 види;
  - Рід Таязура (Neomorphus) — 5 видів;
- Підродина Коукальні (Centropodinae)
  - Рід Коукал (Centropus) — 30 видів;
- Підродина Анні (Crotophaginae)
  - Рід Ані (Crotophaga) — 3 види;
  - Рід Гуїра (Guira) — 1 вид.